# فيونا ماكفيرسن
فيونا ماكفيرسن (بالإنجليزية: Fiona Macpherson)‏ هي فيلسوفة بريطانية، ولدت في 19 أكتوبر 1971.